# Karpinski (berg)
De Karpinski of Karpinskogo gora (Russisch: Карпинского гора) is een berg die onderdeel is van de Issledovatelskirug in de Subarctische Oeral. De berg heeft een hoogte van 1878 meter en ligt op de grens tussen de autonome republiek Komi en het autonome district Chanto-Mansië van de oblast Tjoemen. De berg bestaat vooral uit kwartsieten en kristaline schisten. De berg wordt gedomineerd door alpine toendra, met coniferenbossen aan de uitlopers. De berg is vernoemd naar de Sovjet-Russische geoloog Aleksandr Karpinski.